# Мати

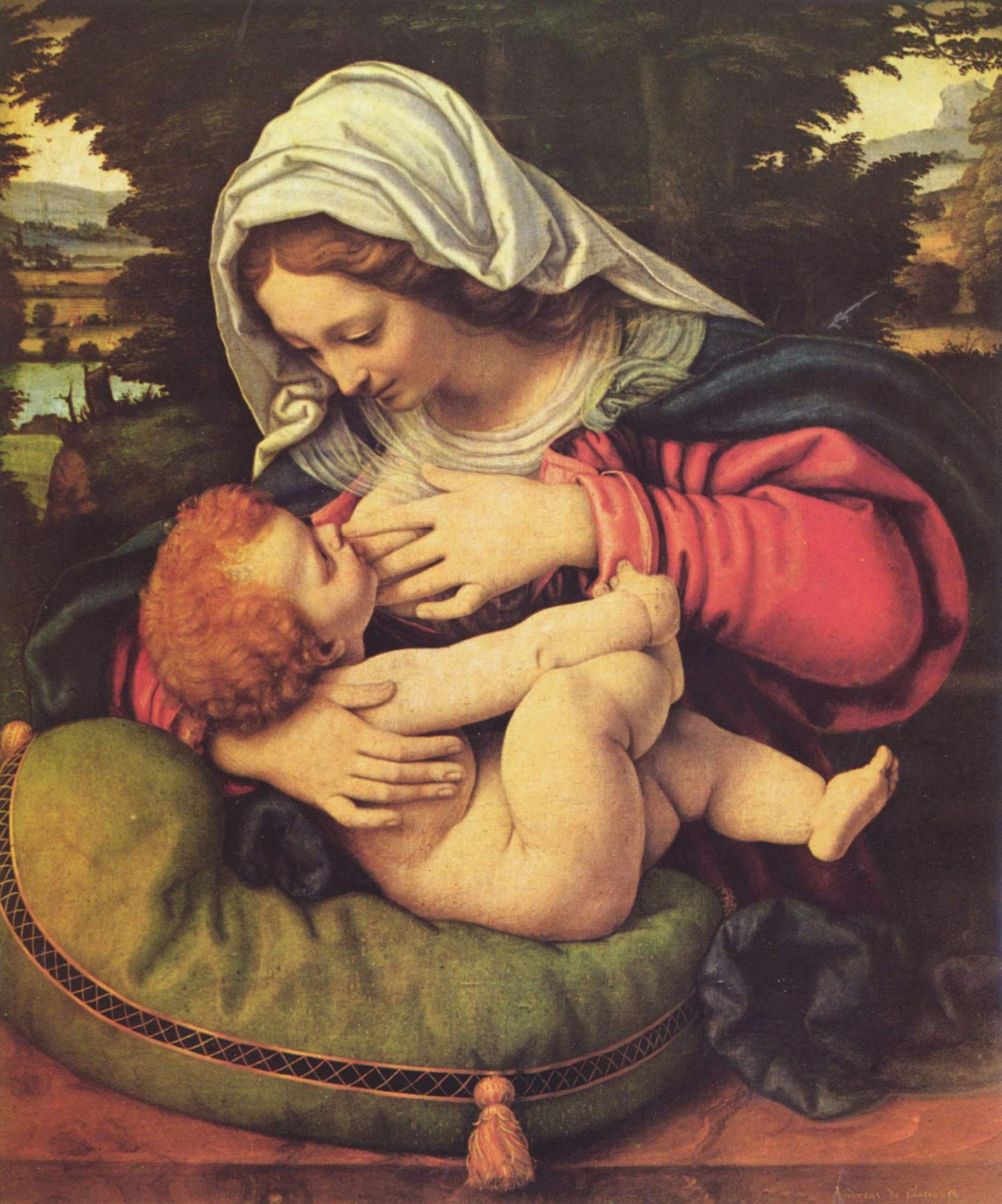
Андреа Соларіо «Мадонна з зеленою подушкою», 1507, Лувр.

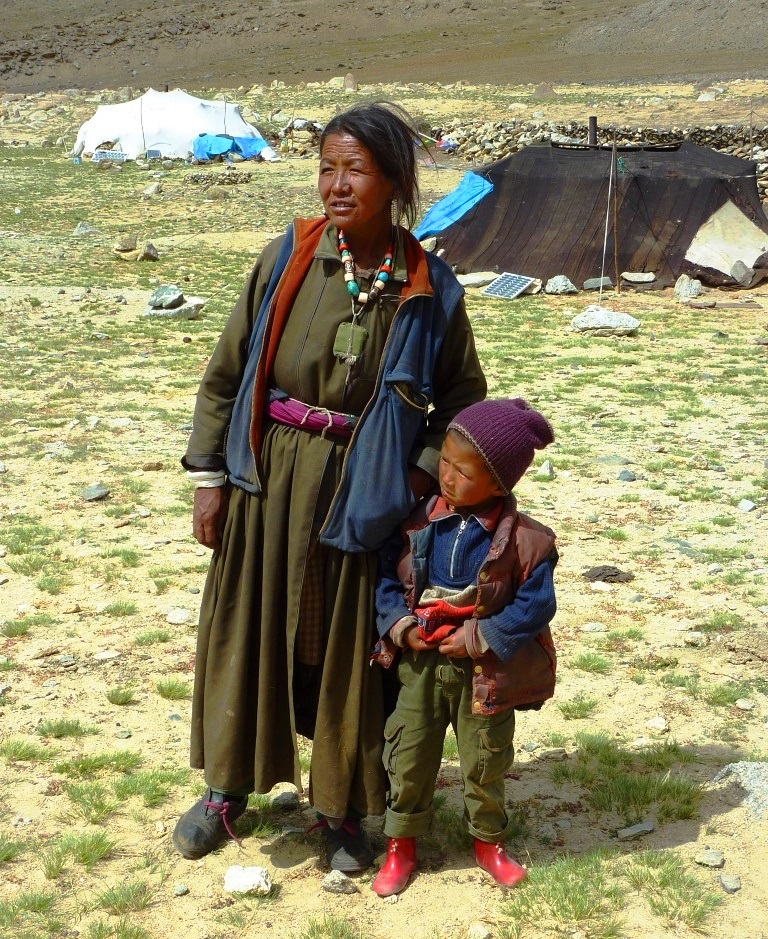
Кочівна мати з сином, Чангтан, Ладакх, 2010

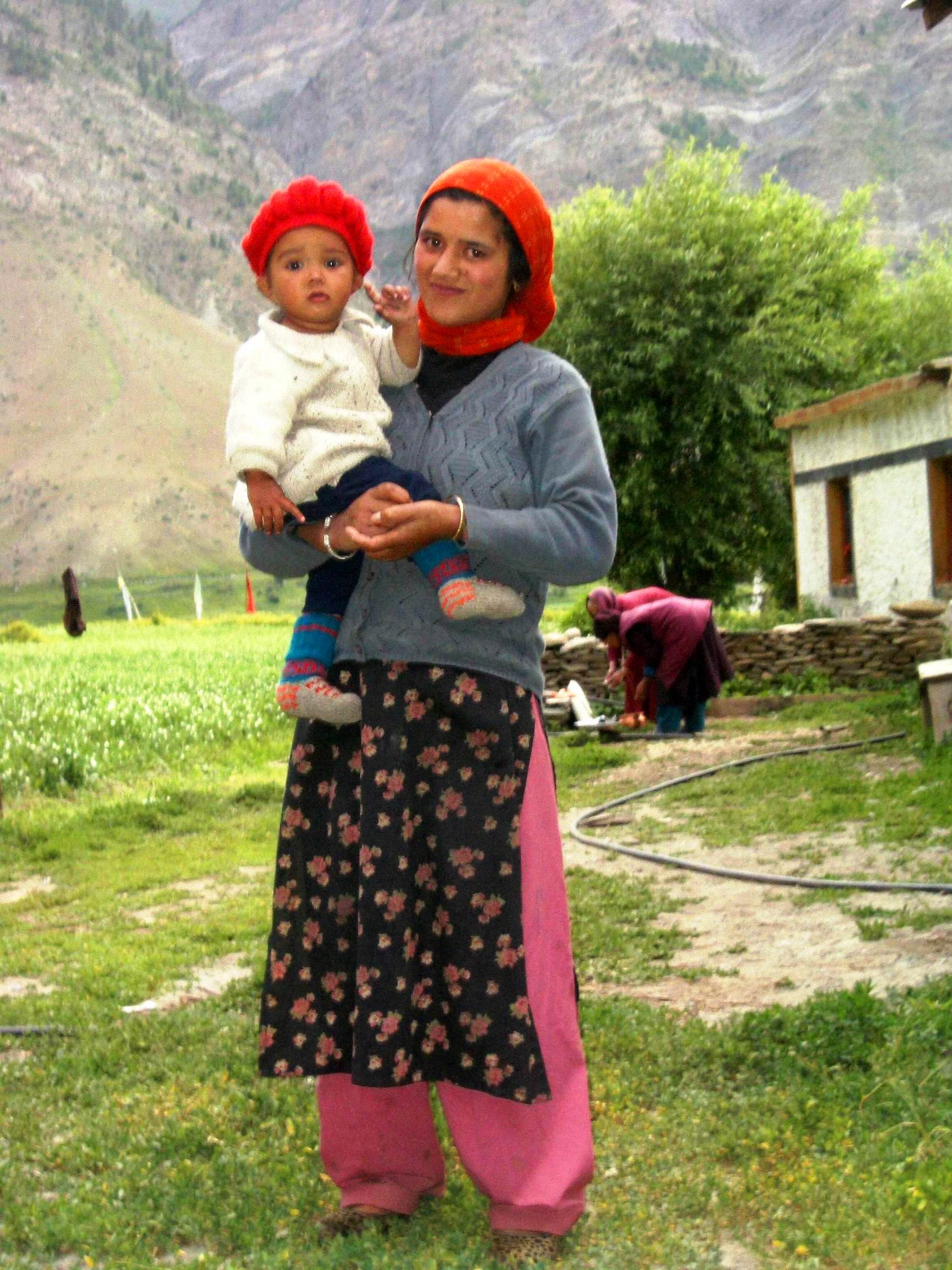
Мати з дитиною, Лахул і Спіті, Індія, 2004

Ма́ти, ма́ма — жінка стосовно своїх дітей. Крім біологічної (рідної) матері, матір'ю також називають жінку, що виконує соціальну роль матері: прийомну матір (мачуху), опікунку, усиновлювачку, матерів у лесбійській родині. День матері світ відзначає щорічно в березні чи травні (в Україні офіційно з 2000 року у другу неділю травня). Жінки, які свідомо відмовляються від материнства, належать до чайлдфрі.

## Етимологія
- mom, mommy, mum, mummy, ma, mam,

mammy, maa, amaa, mata — англійська 
і споріднені мови,
- māma (妈妈/媽媽) — китайська,
- máma — чеська,
- maman — французька і перська,
- maadar — дарі,
- մայր [mɑjɹ] — вірменська,
- mamma — італійська та ісландська,
- mãe — португальська,
- ema — естонська,
- má або mẹ — в'єтнамська,
- mam — валлійська,
- ama — баскська,
- eomma (엄마, IPA: ʌmma) — корейська,
- matka — польська і словацька,
- madre — іспанська,
- matrice — албанська,
- modor — давньоанглійська,
- mathrin — давньоірландська,
- matr — санскрит,
- mama — запозичене з англійської в Японії,
- (metér, μητήρ) mitéra, μητέρα чи mána, μάνα — грецька,
- mwt — древньоєгипетська.

Українське мати походить від прасл. *mati, род. відм. *matere, що споріднене з лит. móté, род. відм. móters («жінка», «дружина»), mótina («мати»), латис. mâte, прусськ. mūti, дав.-ісл. moðer, нім. Mutter, англ. mother, лат. māter, грец. μήτηρ, перс. مادر‎, madar, санскр. मातृ, matr. Спільним джерелом є пра-і.є. *māter-, утворене від складу *ma з дитячого мовлення за допомогою суфікса *-ter (аналогічно *pāter-, *dhughəter-, *bʰrāter-, *i̯enәter-).
Послідовності звуків /ma/, /mama/ і подібних до них відповідають слову «мати» в багатьох, часто абсолютно між собою не пов'язаних, мовах. У лінгвістиці цей феномен називається «мама і папа».
Зменшувальні форми: не́ня (не́нька), ма́мця, ма́тінка (ма́тіночка), мату́ня, мату́ся, заст. ма́тір, ст.-укр. матєръ, матка.
Інші значення:
- Молочна мати (годувальниця) — жінка, що вигодувує груддю чужу дитину.
- Досвітча́на мати — жінка, у хаті якої молодь збиралася на вечорниці-досвітки.
- Весільна (посаджена, посадна) мати — жінка, яка виконує на весіллі роль матері нареченого або нареченої.

У релігії:
- Хреще́на (духовна) мати — жінка, яка бере участь у християнському обряді хрещення новонародженого(-ї) в ролі названої матері.
- Мати Божа, Матір Божа, Богоматір, Мадонна — Діва Марія.
- Богиня-мати, Мати Світу, Велика (Родова) Мати — імена верховної богині в багатьох віруваннях.

Мати як джерело, вихідна форма:
- Материнські клітини в біології,
- Материнська плата в комп'ютерах,
- Маточний розчин у промисловій хімії,
- Материнські і дочірні підприємства в економіці.

## Біологія та психологія материнства
- Теорія прихильності
- Материнський зв'язок[en]
- «Досить хороша мати» в об'єктній теорії Мелані Кляйн та Дональда Віннікотта
- Материнство у психоаналізі: Едипів комплекс, Архетип матері.

Аналіз материнства у соціологічно-феміністичному ключі почала Ненсі Чодороу в праці «Відтворення материнства: Психоаналіз і соціологія гендеру» (1978).

## Материнське здоров'я[en]

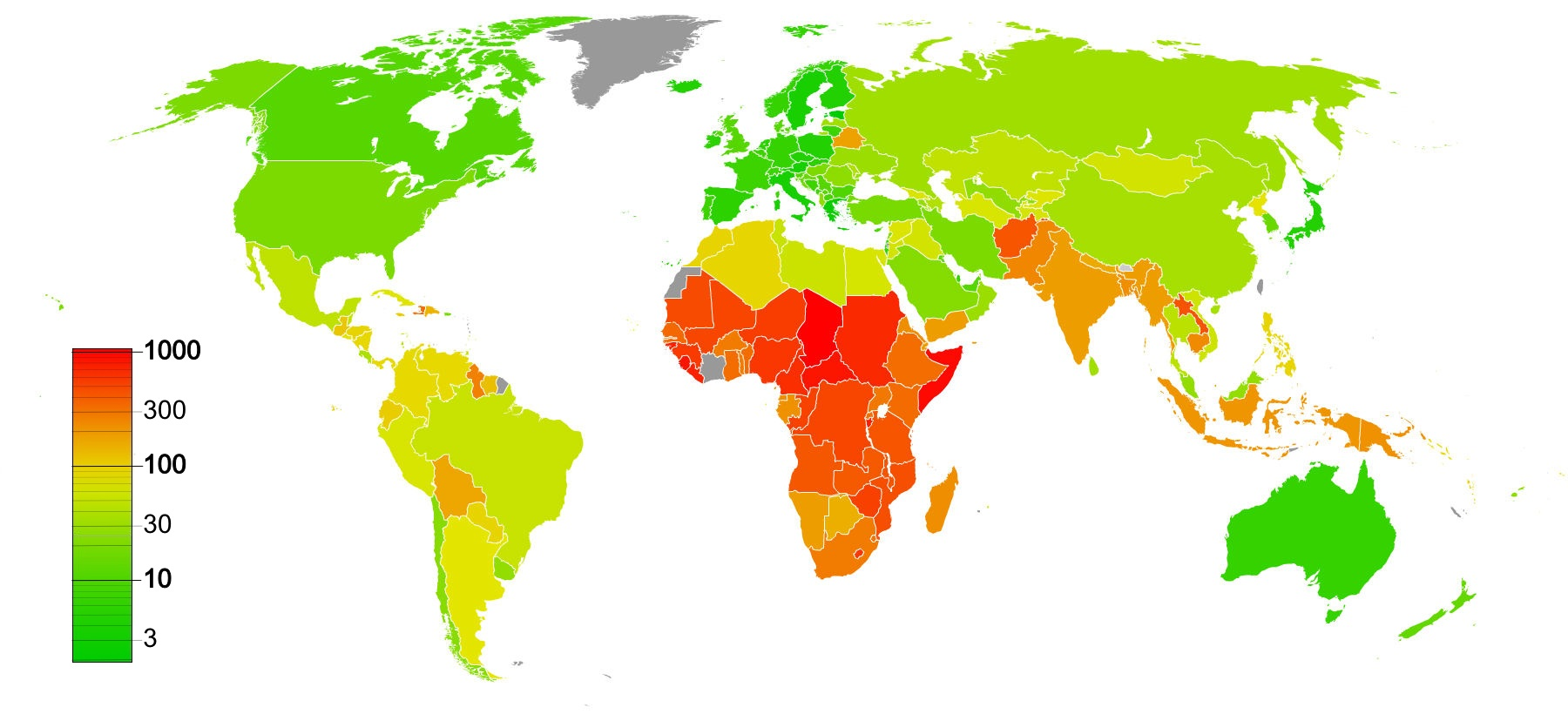
Материнська смертність, 2002

Народжуваність, 2017

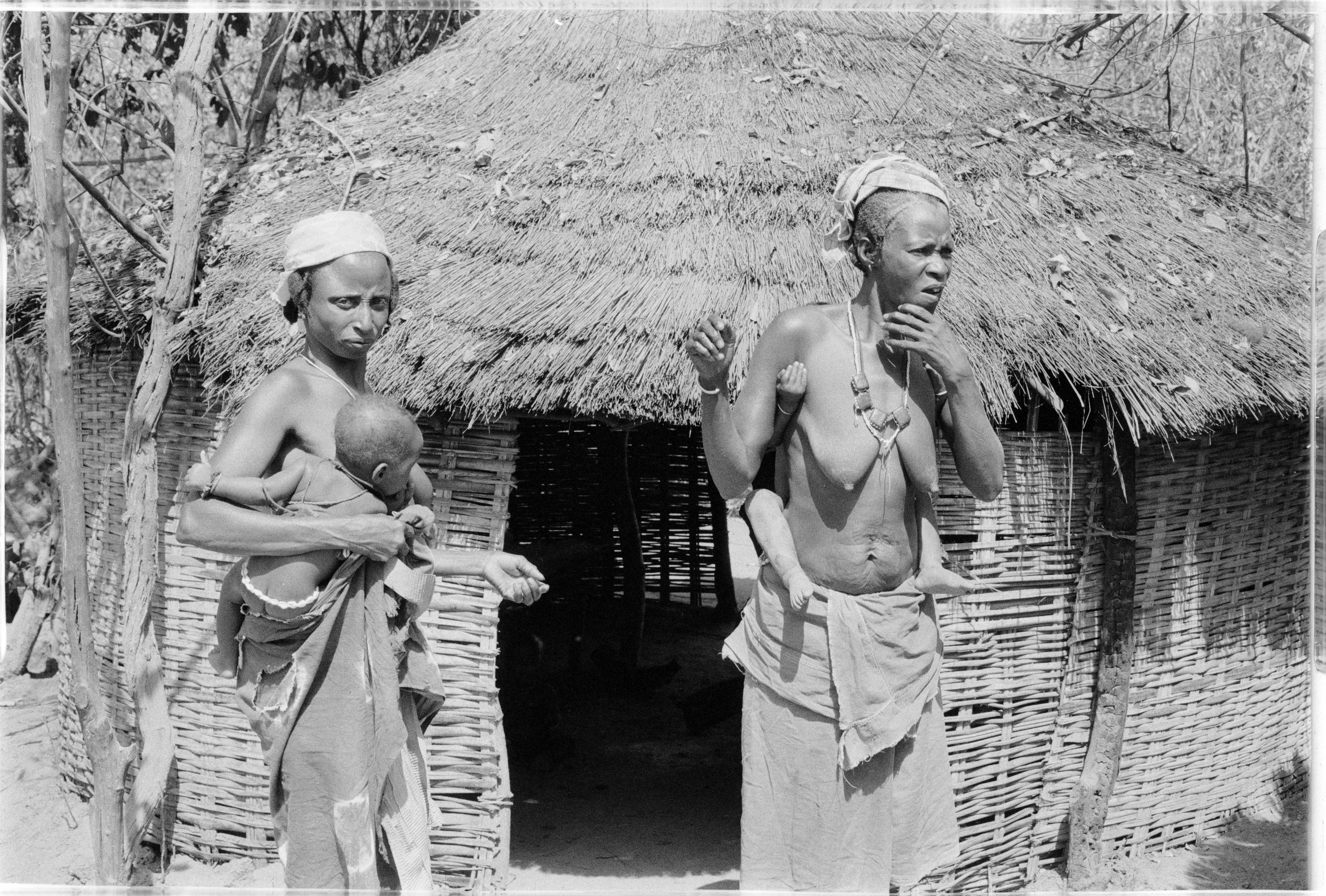
Матері з дітьми в Гвінея-Бісау, 1974

Післяпологова депресія вражає 15 % жінок у будь-який час протягом року після пологів, частіше між першим тижнем та першим місяцем. Призводить до жіночих суїцидів, убивств та недогляду за дітьми, негативно позначається і на психіці немовлят. Жорсткіша форма розладу, післяпологовий психоз (1-2 на 1000 породіль) — серед головних причин убивств дітей до 1 року.
Причина — комбінація фізичних (гормональні зміни, ускладнення вагітності, нестача сну), спадкових (біполярні, депресивні розлади), соціальних та психологічних факторів (нестача підтримки). Діагностується, коли зміни настрою та розлади сну і харчування. Лікується медикаментами, психотерапією та підтримкою матері (їжею, доглядом, виконанням хатньої роботи, психологічною підтримкою).
- Материнська смертність (під час нелегальних абортів, вагітності, а в основному у пологах і внаслідок втягнення в сурогатне материнство).
- Матрицид — убивство матерів. Орест убив Клітемнестру, за що його покарали Фурії.
- Домашнє насильство щодо матерів і дітей (див. Жіночий прихисток).
- Багатодітні матері, Мати-героїня.

Стимулювання материнства попри[що це?] відбувається засобами репродуктивного тиску, утиску репродуктивних прав жінок (такими як обмеження доступу до сексуальної освіти, контрацепції та абортів (пролайф), примусова вагітність, зокрема, в результаті зґвалтування), поширенням гендерних стереотипів про материнство як першочергове або єдине покликання жінки.

## Діяльність матері

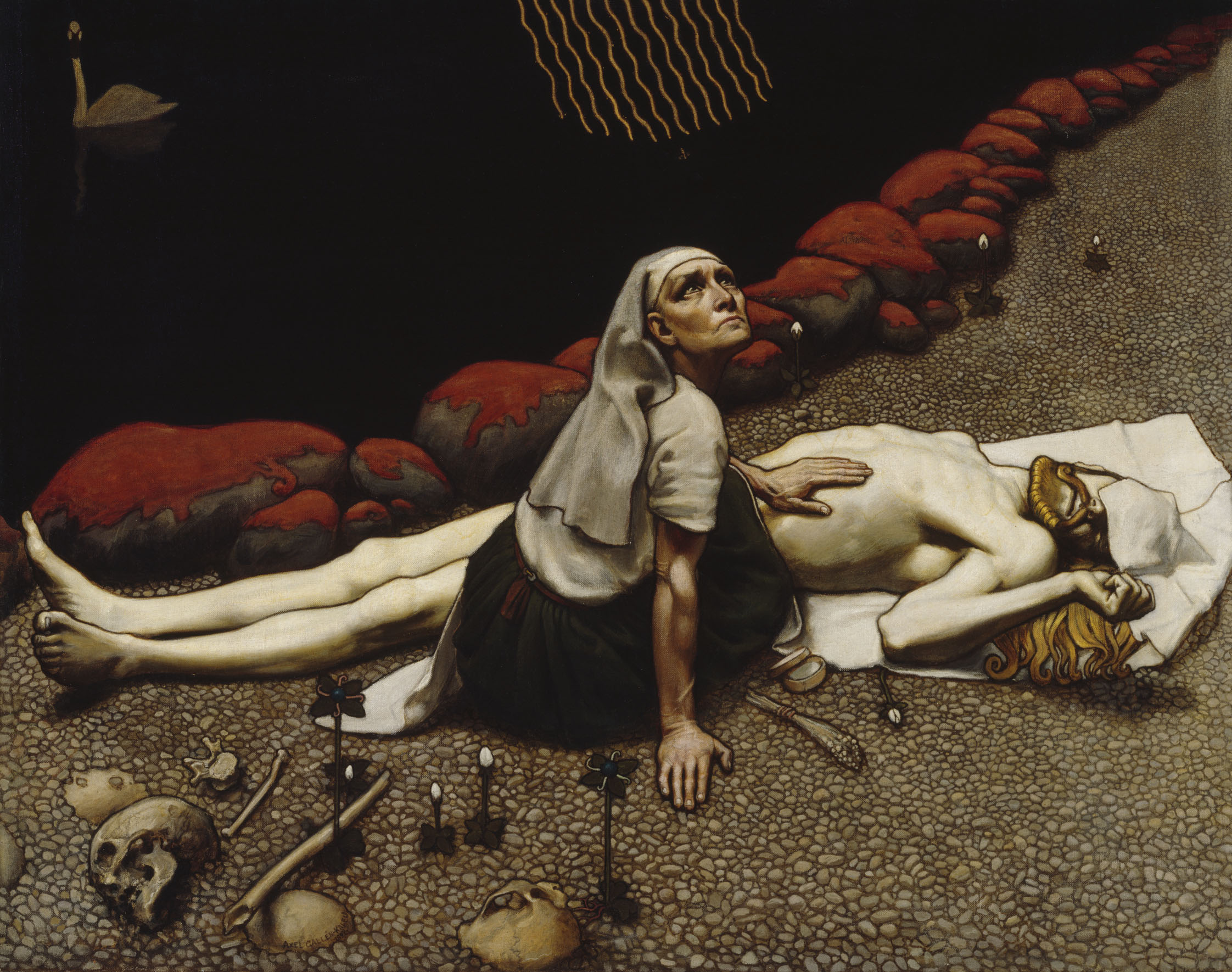
Акселі Галлен-Каллела, Мати Леммінкяйнена (1897), що врятувала свого сина з річки Туонела.

Власне материнська діяльність (яку не може виконати батько чи рідня) включає виношування, народження та грудне вигодовування немовляти.
Проте традиційно сформована суспільствами роль матері включає також догляд за дітьми (харчування, гігієна, одяг та дбання про решту фізичних потреб), їхнє виховання, початкову освіту та психологічне обслуговування.

## Історія прав

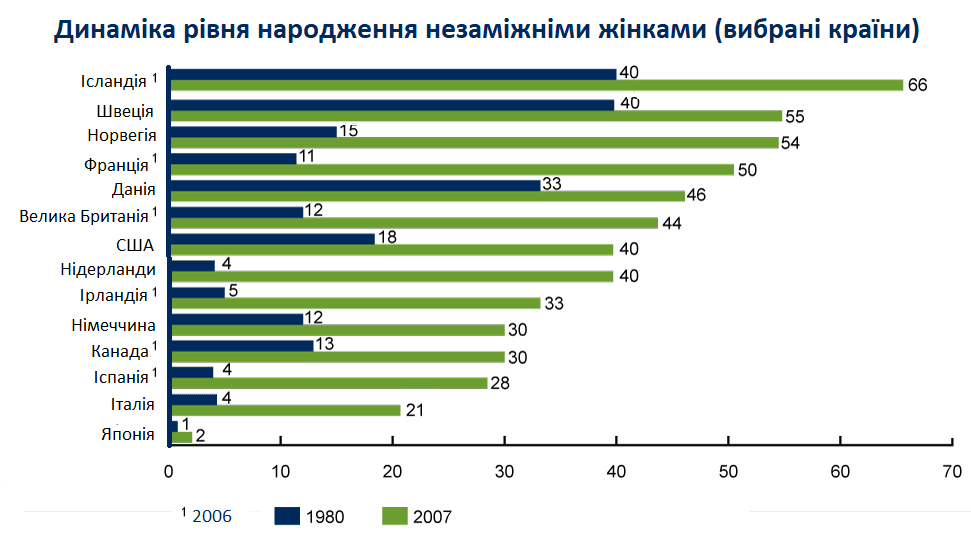
Народження поза шлюбом за країнами, 1980 та 2007

Право опіки над власними дітьми матері отримали тільки в XIX—ХХ ст. в результаті суфражизму (до того діти, як і дружина, вважались власністю чоловіка).
Уявлення про матріархат, поширені в старій історичній літературі, нові галузі, що постали з розвитком феміністичної науки, такі як гендерні (зокрема жіночі) дослідження та жіноча історія, відкидають: за сучасними даними, влада жінок у період до XIX століття обмежувалася матрилінійністю, культами богинь, жіночою обрядовістю, а також окремими жінками у владі.

## Сурогатне материнство
З поширенням сурогатного материнства в цій практиці розрізняють «генетичну матір» (з чиєї яйцеклітини розвивається плід) і «сурогатну» (що виношує і народжує дитину)

## У міфології та релігії

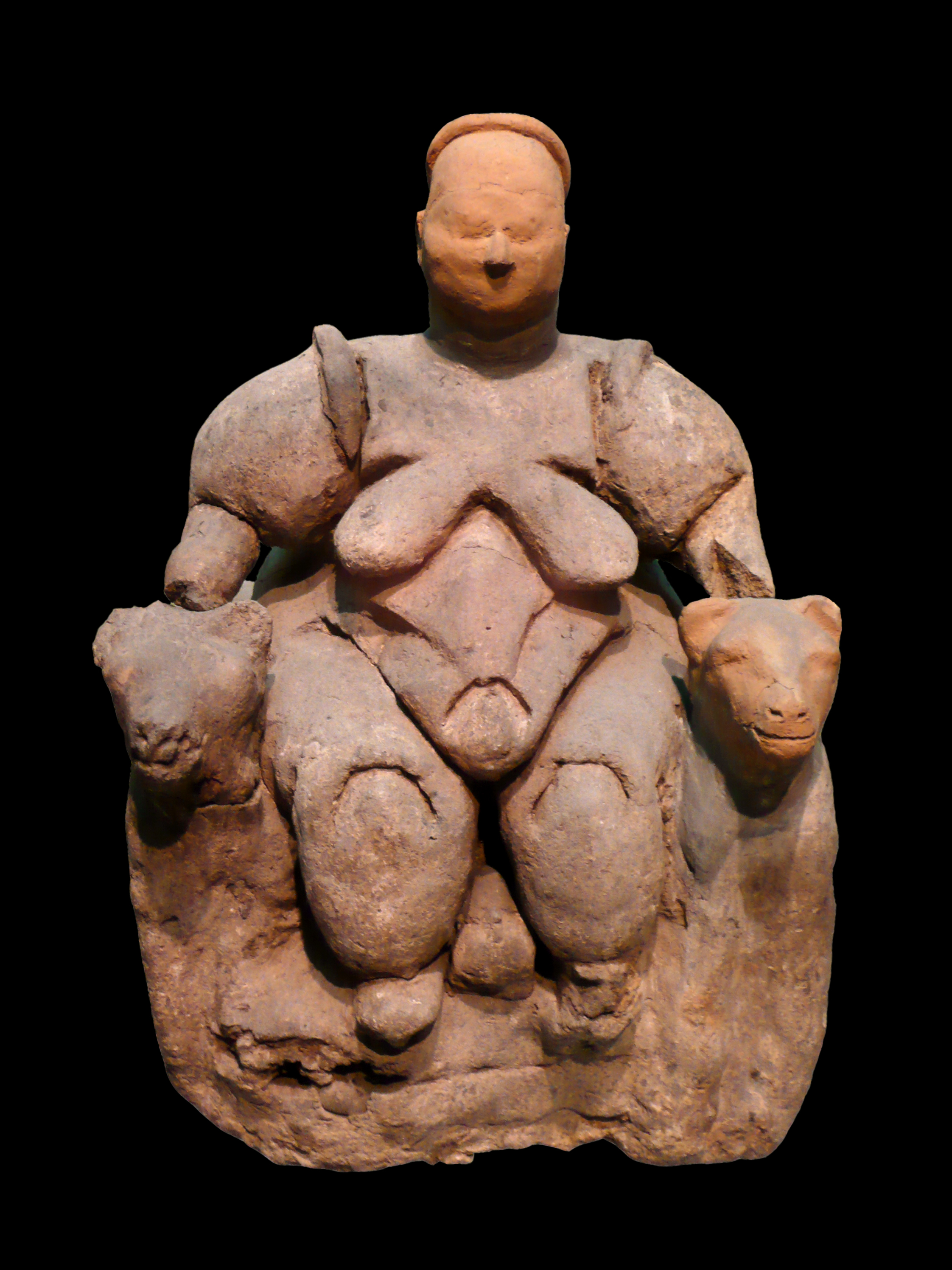
Анатолійської цивілізації, Чатал-Гьоюк

Мати в багатьох культурах символізує життя, святість, вічність, тепло і любов.
- Космічна Мати Земля, дружина Неба, мати всього на Землі, поза добром і злом. Древньогрецька богиня Гея, що породила титанів, циклопів, велетів[28], однаково любила всіх. У слов'янській міфології могутня Мокош, розпорядителька доль, входила до Пантеону князя Володимира.[29]
- Всемогутня Мати-Природа, милостива і жорстока, керувала всім, від чого залежала людина: кліматом, погодою, врожаєм, удачею в полюванні і збиральництві. З розвитком релігій подекуди розділилась на покровительок мисливства (гр. Артеміда) і землеробства (Деметра).
- Богиня-мати — головне жіноче божество в багатьох пантеонах, співвідносне з жіночим творчим началом в природі[30], шлюбом, материнством, домашнім вогнищем: Ісида (Стародавній Єгипет), Деметра (Стародавня Греція), Гея і Юнона (Стародавній Рим), Шакті і Парваті (індуїзм), цариця Махамайя (мати Будди), Лада і Мокош (слов'янське язичництво), Діва Марія (християнство).
- Серед біблійних матерів Єва, мати роду людського, Богородиця, Агар та інші.

Мірра Альфасса, відома як Мати Мірра, — співзасновниця Інтегральної йоги.

## У мистецтві

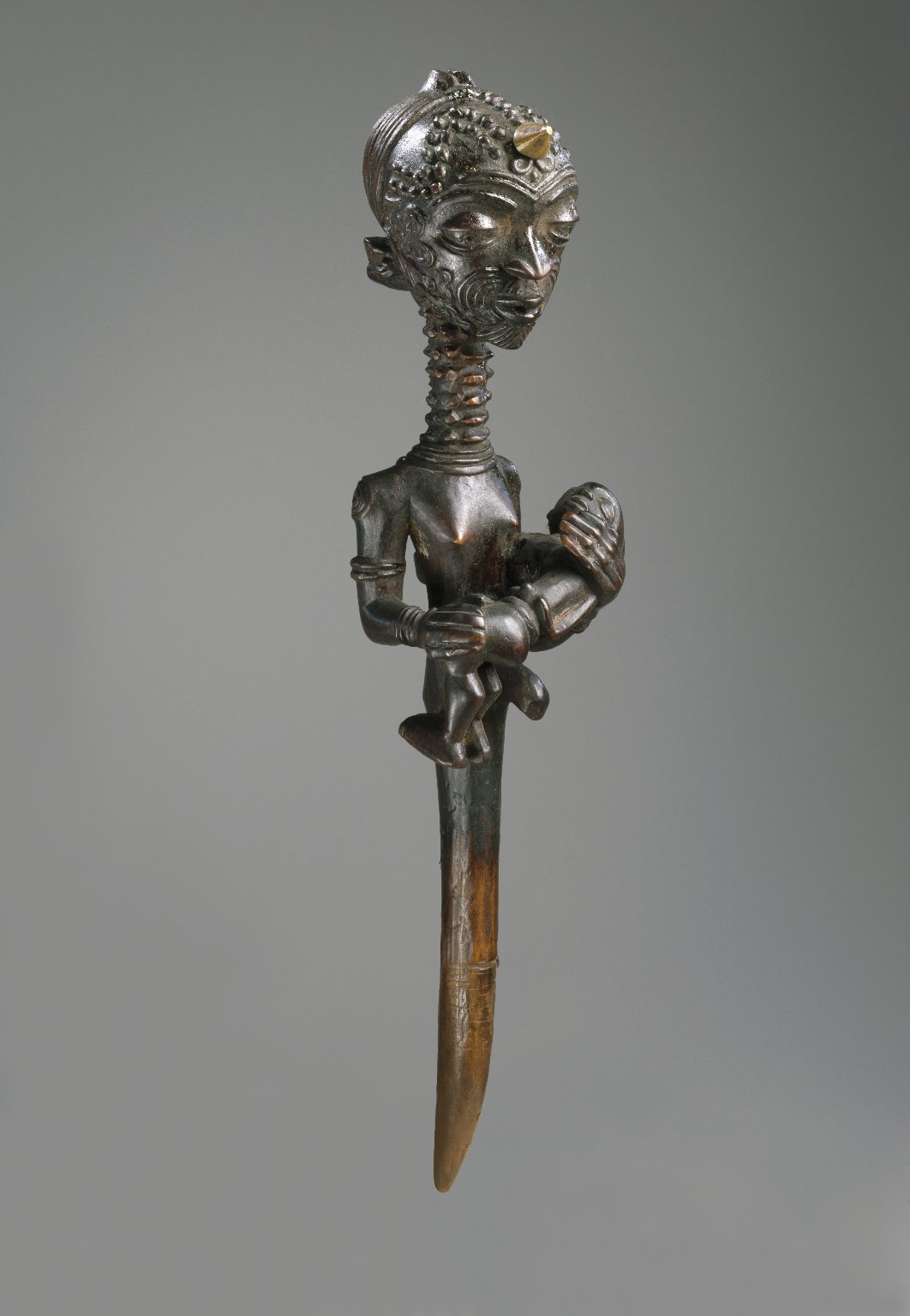
Талісман для захисту жінок, що втратили дітей чи мали викидень, визначна пам'ятка африканського мистецтва

Мати, як найбільш значима особистість у житті кожної людини, широко відображена в мистецтвах народів світу.

### Образотворче мистецтво
- Мадонна (мистецтво)

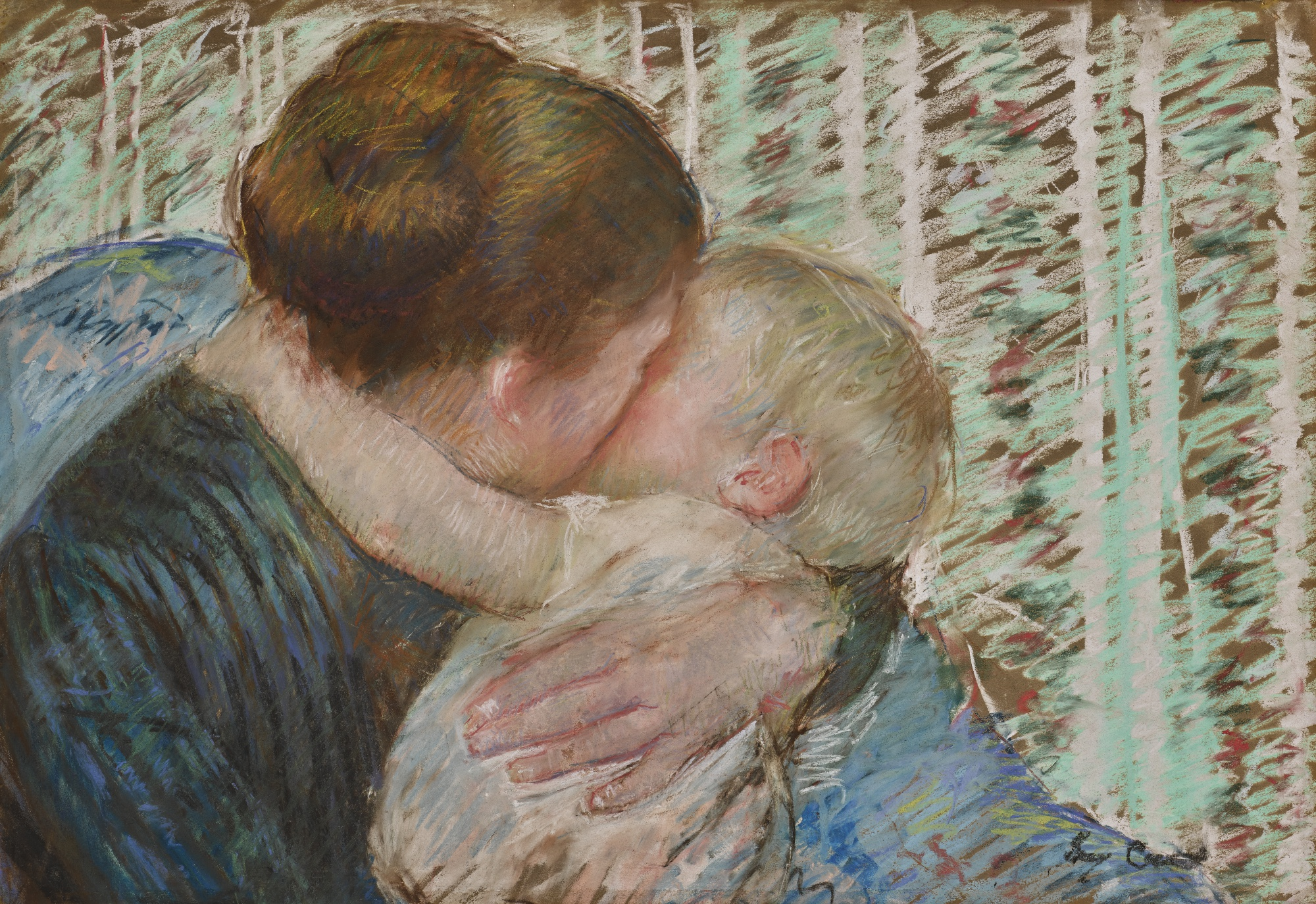
Мері Кассат, Мати та дитина (Обійми на добраніч), 1880-ті.

Жінки з дітьми зображені на могильних рельєфах 4-го століття на острові Родос. Картини матерів з дітьми були тривалою традицією у Франції.
Материнству, зв'язку матерів та дітей присвятила свої полотна американо-французька імпресіоністка кінця XIX століття Мері Кассат.

### У літературі
- Гі де Мопассан «Мати потвор» (1883)
- Герман Гессе «Нарцис і Ґольдмунд» (1930) — про вплив материнства на чоловіків
- Улас Самчук «Марія» (1933) — про Голодомор очима української селянки
- Бертольт Брехт «Матінка Кураж та її діти» (1941) — образ жіноцтва, що живе в умовах Другої світової війни
- Мати Гуска[en] — персонажка європейської і американської дитячої літератури

### У кінематографі
- Танцюючі матері[en] (1926) — німа чорно-біла драма.
- Осіння соната (1978) — шведська драма Інгмара Бергмана про дочірньо-материнські стосунки та наслідки конфлікту між кар'єрою і материнством і нестачі материнської любові. Тему продовжує незалежна драма Острів (2011) за новелою Джейн Роджерс[en].
- Перенавантаження молодої матері та післяпологовий психоз зображає Таллі (2018).
- «Підміна» (2008) з Анджеліною Джолі оповідає історію матері, в якої викрали сина. «Кімната» (2015) — про утримання жінки аб'юзером та виховання нею дитини від народження у трейлері.
- Тема помсти матері за вбивство чи зґвалтування дочки розвивається від «Убити Білла» (2003) до «Три білборди за межами Еббінга, Міссурі» (2017).
- Проблему репродуктивного рабства та прав жінок, зокрема, сурогатного материнства, підняв американський серіал «Оповідь служниці» (з 2017) за мотивами однойменного роману (1985) Маргарет Етвуд.
- Проблеми сучасного материнства, такі як материнство в результаті зґвалтування, домашнє насильство і діти, пізнє материнство, поєднання кар'єри та материнства, феміністська педагогіка, заторкнуті в серіалі «Велика маленька брехня» (2017).
- Переживання прийомної матері показано у франшизі «Малефісента» (2014, 2019).
- Материнську роль втілюють старші жінки у фільмах «Уроки водіння» (2006), «Гарольд і Мод» (1971).
- «Моя мати любить жінок[en]» (2002) — іспанська комедія про сприйняття дорослими доньками лесбійських стосунків матері.
- Материнство, як професійна та особистісна мотивація, фігурує у науково-фантастичних стрічках: «Чужий» (1979), «Прибуття» (2016), «Гравітація» (2013).

### У музиці
У піснях українських виконавців: «Мамина світлиця» (Василь Зінкевич), «Чуєш, мамо» (Назарій Яремчук), «Мам» (Скрябін), «Мамо» (Анастасія Приходько), «Мамо» (Аркадій Войтюк), «Мама» (ЯрмаК), «Умамы» (Потап і Настя).

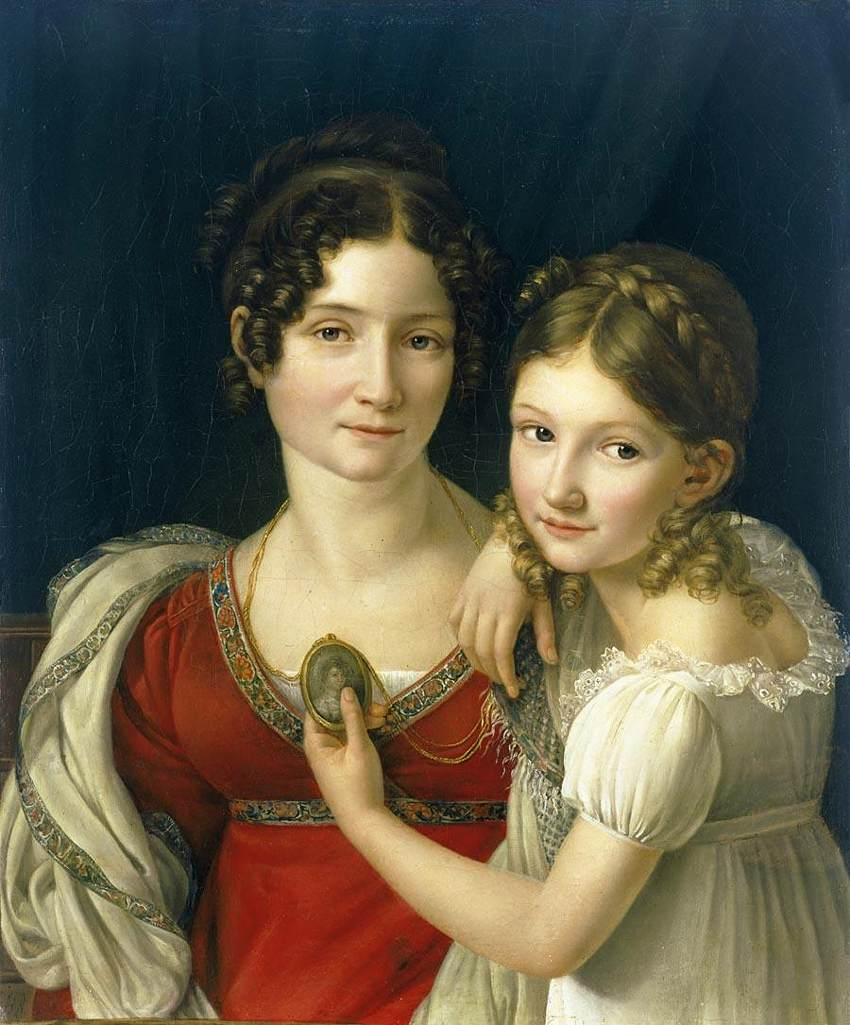
Henri-François Riesener, Мати і донька, між 1816 та 1823.
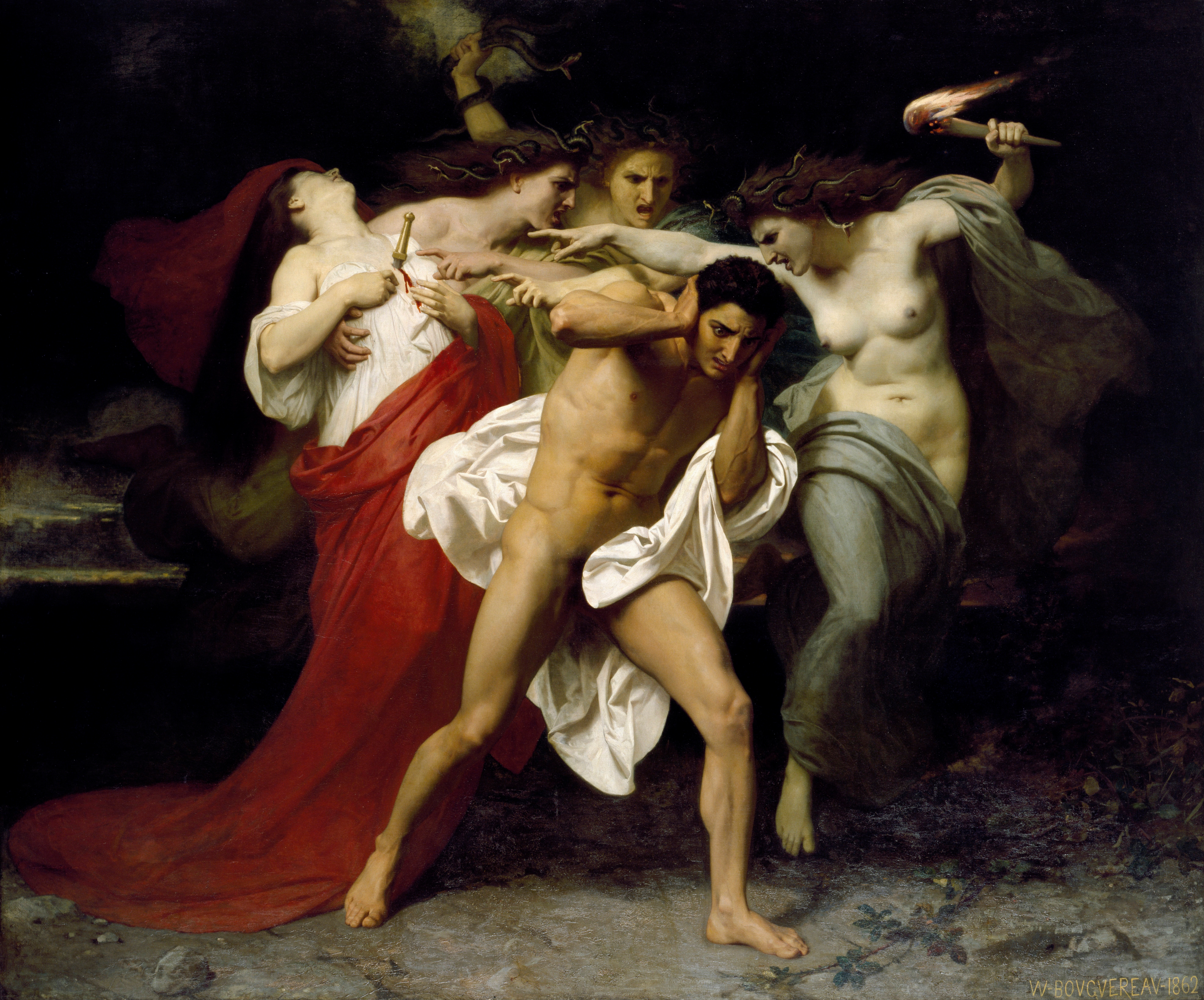
Вільям Бугро. Фурії переслідують Ореста за вбивство Клітемнестри, 1862
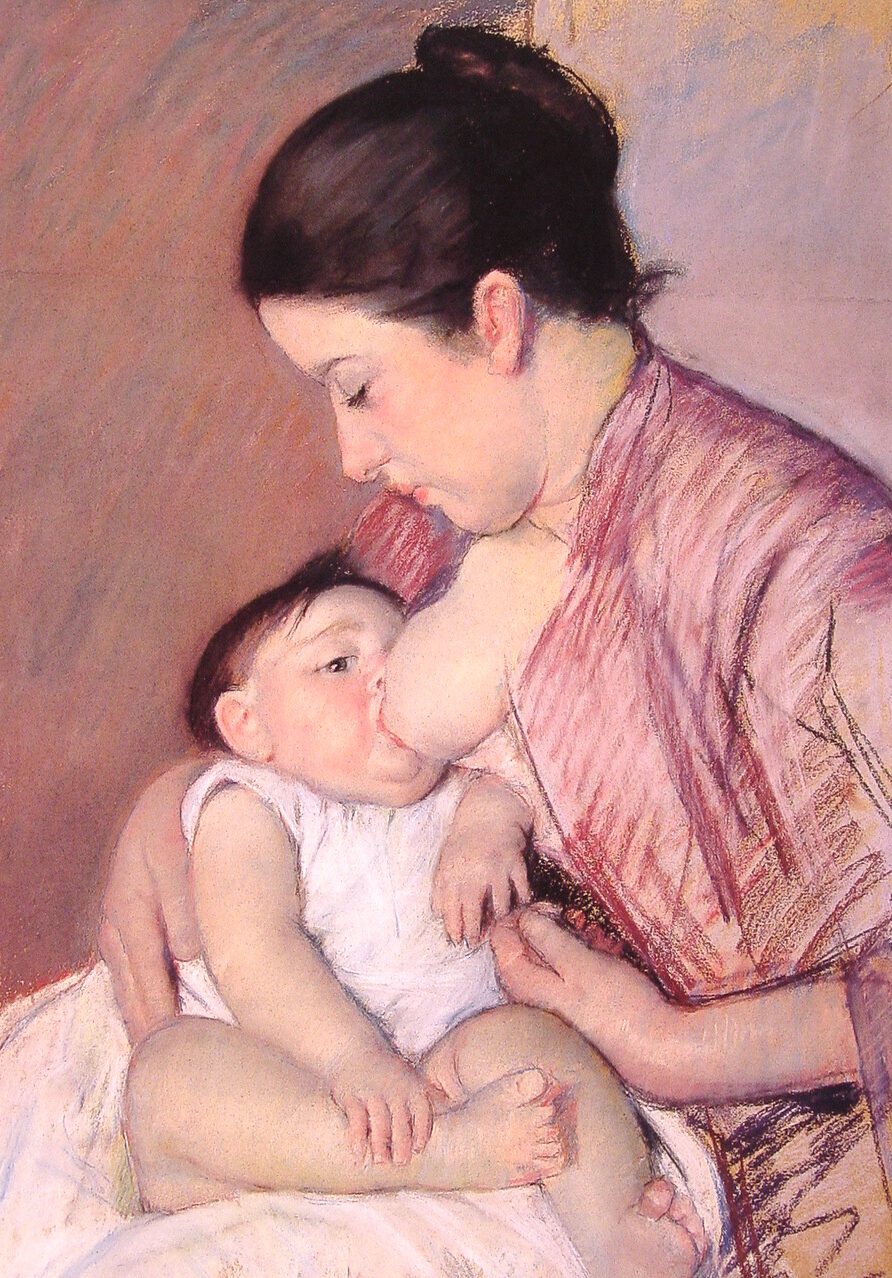
Мері Кассат, Материнство, 1890
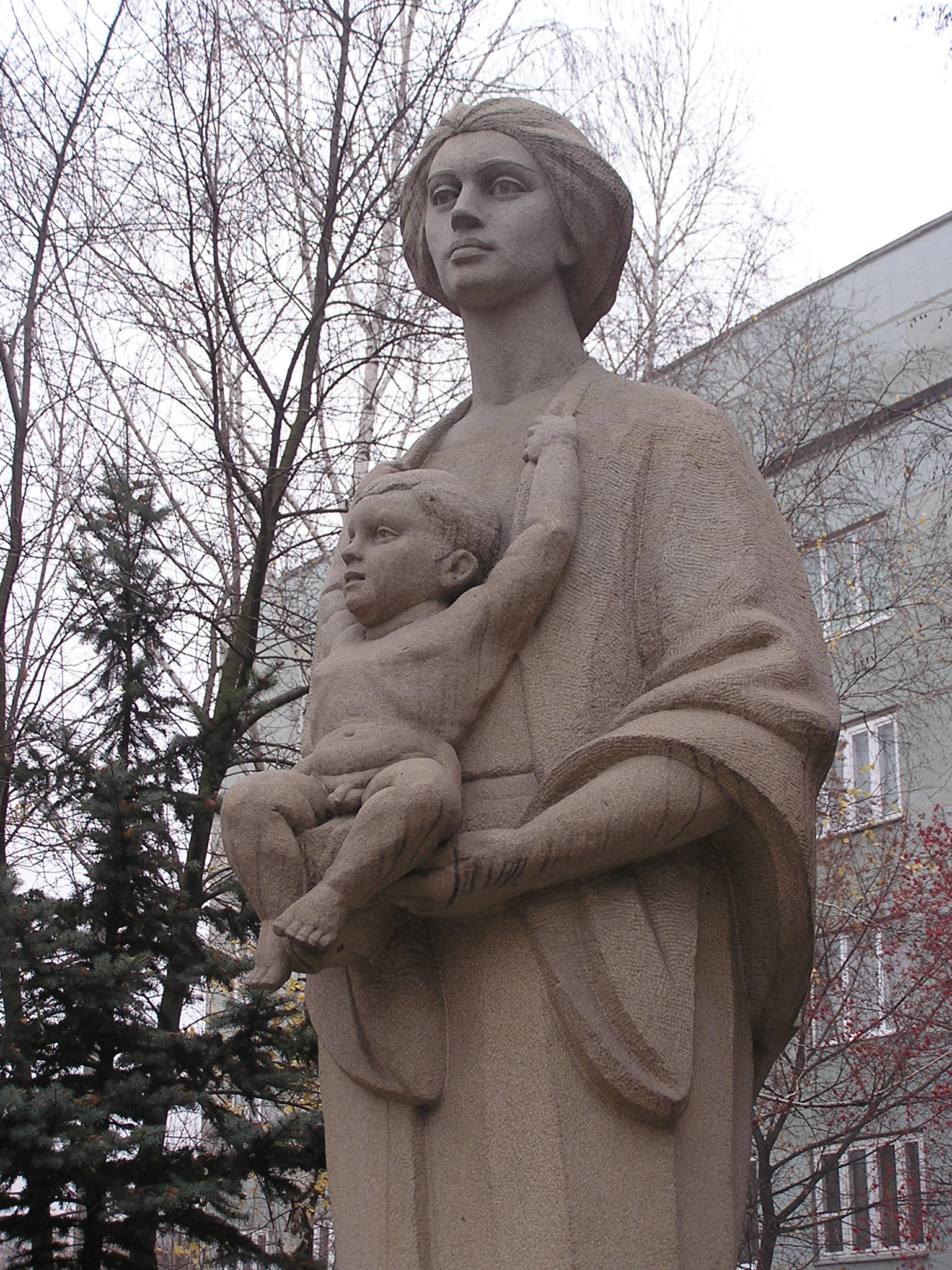
Пам'ятник матері у Донецьку